# 가을을 남기고 간 사랑
"가을을 남기고 간 사랑"은 1986년에 개봉한 대한민국의 영화이다.

## 캐스팅
- 이미숙: 수련 역
- 신일룡: 문 역
- 김진해
- 이성웅
- 한정국
- 최지원
- 김기종
- 박희진
- 최준
- 안진수
- 한태일
- 박종설
- 박부양
- 주상호
- 양형호
- 유명순
- 박예숙
- 제갈숙
- 김진규(특별출연)